# Ленинградский областной детский дом музыкального воспитания имени Н. А. Римского-Корсакова
Ленинградский областной специальный детский дом музыкального воспитания им. Н. А. Римского-Корсакова — учебное заведение, созданное в 1873 как Школа подготовки музыкантов («хористов») для Балтийского флота. В советское время проводилось обучение детей-сирот по программе средней специальной музыкальной школы (11-летний курс обучения) с выдачей выпускникам свидетельства о присвоении профессиональной квалификации (специальности). Закрыт в 1988 году.

## История
Школа флотских музыкантов («хористов») Балтийского флота для детей-сирот «нижних чинов» Балтийского экипажа была создана в мае 1873 года по инициативе инспектора духовых оркестров Морского ведомства композитора Николая Андреевича Римского-Корсакова — одна из школ при 8-м флотском экипаже была реорганизована в специальное учебное заведение для подготовки музыкантов-духовиков для морских «хоров» (оркестров), после окончания выпускников направляли в Санкт-Петербургской консерваторию, где они обучались на капельмейстеров. Подготовка оркестрантов приобрела профессиональную направленность — воспитанники школы обучались игре на духовых инструментах и на одном из смычковых, изучалась нотная грамота, теория музыки и сольфеджио. Занятия по специальности и теоретическим дисциплинам проходили в консерватории. На попечении Н. А. Римского-Корсакова школа находилась 11 лет. Он руководил набором воспитанников, их распределением на службу, подбирал преподавателей, разрабатывал учебные программы, составлял репертуар оркестра, следил за состоянием инструментов и материально-бытовыми условиями проживания воспитанников.

1974, Отчётный концерт Лен. обл. детского дома муз. восп. им. Н. А. Римского-Корсакова, рук. Нар. артист СССР А. Г. Мурин,. конц. Р. Н. Фридман

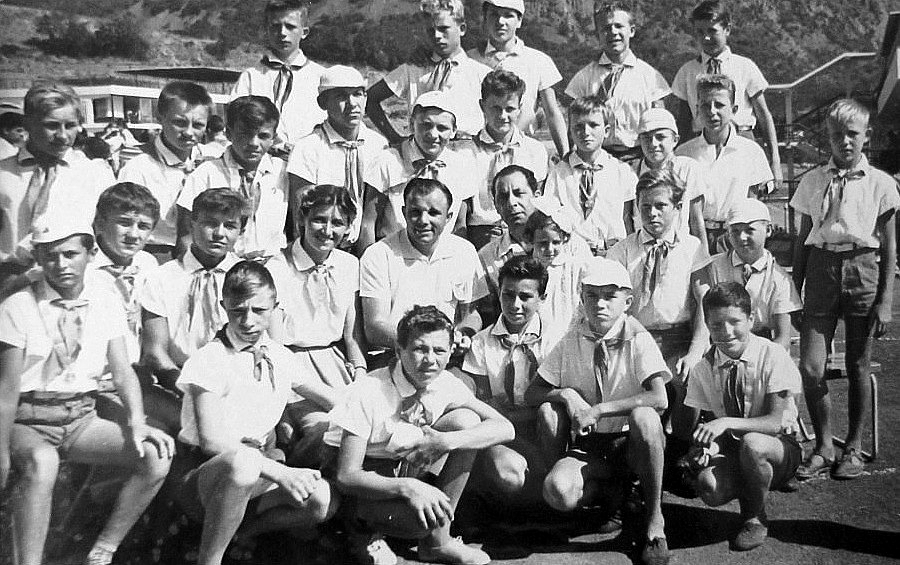
Июль 1962, Артек, II Всес. слёт пионеров Ю. А. Гагарин с воспитанниками Ленинградского обл. дет. дома муз. восп. им. Н. А. Римского-Корсакова

В 1901 году была переименована в Музыкантскую школу Балтийского флота, а в 1913 году преобразована в закрытое учебное заведение. После революции 1917 года была передана в ведение Наркомпроса, а в 1923 году — закрыта в связи с трудностями восстановительного периода после революционных событий. В 1937 году совместным приказом Народного Комиссариата Обороны СССР и Народного Комиссариата Просвещения РСФСР от 08.01.1937 года № 7 школа возобновила деятельность и была реорганизована в Ленинградскую морскую школу военно-музыкантских воспитанников (по адресу: Александровский пр., 11, ныне пр. Динамо). Специализация школы — подготовка музыкантов для духовых оркестров военно-морского флота с подготовкой по 6- летнему курсу обучения к поступлению на военно-морской факультет при Ленинградской консерватории. В 1941 г. школа была переименована в Музыканскую школу ВМФ.
В 1956 году школа передана в ведение Министерства Просвещения РСФСР и объединена с детским домом (ул. Мастерская, 4). Специализация обучения расширилась — воспитанники стали получать профессиональное музыкальное образование (приравненное по статусу к музыкальному училищу) по следующим специальностям: учитель музыки/пения в общеобразовательной школе и детском саду, фортепиано, народные инструменты, струнные, духовые и ударные инструменты. Духовой и симфонический оркестры, школьный хор участвовали в концертной жизни Ленинграда; духовой оркестр детского дома неоднократно участвовал во Всероссийских слётах пионеров в Артеке (воспитанники — музыканты оркестра являлись его делегатами); воспитанники приглашались для участия в гастрольных спектаклях московских театров в Ленинграде. Детский дом имел круглогодичную загородную базу в Ленинградской области в пос. Кавголово, которая в летний период функционировала как пионерский лагерь «Лира». В мае 1973 года в честь 100-летнего юбилея специальный детский дом награждён Почётной грамотой Президиума Верховного Совета РСФСР, отчётный концерт воспитанников прошёл в Большом зале Ленинградской филармонии.
| |
| 1973, Большой зал Ленинградской филармонии. Программа Отчётного концерта (к 100-летию со дня основания) |

В 1980 году здание на Мастерской 4 было поставлено на капитальный ремонт (в 1986 году отремонтированное здание было передано Хоровому училищу им. М. И. Глинки), а детский дом сначала был переведён в плохо подготовленное здание на Дровяной улице, а затем в посёлок Невская Дубровка, в 1988 году решением Ленинградского Обкома КПСС музыкальный детский дом расформировывается. В 2000 годы предпринимались попытки воссоздать его деятельность в виде специального учебного заведения для детей-сирот —"Санкт-Петербургский специальный художественно-музыкальный лицей им. Н. А. Римского-Корсакова". Властями Санкт-Петербурга и Северо-Западной Парламентской ассоциацией (СЗПА) было принято несколько решений о создании лицея (Решение № 19 II-ой Конференции СЗПА от 23.06.1995), которые, в итоге, не были реализованы.
- Мурин Александр Григорьевич — руководитель общешкольного хора, Народный артист СССР
- Скоморовский Яков Борисович — преподаватель по классу трубы с 1951 по 1954 годы (в Ленинградской морской школе военно-музыкантских воспитанников им. Н. А. Римского-Корсакова)
- Куйванен Николай Андреевич — преподаватель по классу тубы, солист ЗКР академического симфонического оркестра Ленинградской филармонии
- Митронов Алексей Петрович[18] — преподаватель по классу трубы[19][20]
- Александров Леонид Константинович — преподаватель по классу валторны, Заслуженный артист РСФСР (11.03.1939), солист оркестра Ленинградского малого театра оперы и балета[21]
- Кричашвили Павел Алексеевич — преподаватель по классу ударных инструментов, Заслуженный работник культуры РФ[22]
- Левинзон Евгений Израилевич — преподаватель по классу контрабаса[23][24]
- Тараянц Георгий Макарович — дирижёр духового оркестра, композитор / аранжировщик[25][26][27]
- Сергеев Г.А. - преподаватель по классу кларнета, участник (кларнетист-солист) концертного исполнения в 1942 году в блокадном Ленинграде 7-й симфонии Д.Д.Шостаковича в Большом зале Ленинградской филармонии

```
Пианисты
```

- Козлов Валерий — выпускник 1965 года, Заслуженный артист Украины
- Гречина Лариса — выпускница 1972 года, в 1978 году окончила Ленинградскую консерваторию, преподаватель класса фортепиано ДШИ им. М. Л. Ростроповича[28]
- Матвиенко Ирина — выпускница 1978 года, в 1983 году окончила СПб институт культуры им. Н.Крупской, руководитель ансамблей казачьей песни «Вечеринка» и детского ансамбля «Церемоночки» г. Выборг[29]

```
Вокалисты, хормейстеры 
```

- Чижовкин (Лосев) Лев — выпускник 1967 года, Лауреат международного конкурса хорового дирижирования, работал в Куйбышевской филармонии[30]
- Балаянц (Рябова) Мария — выпускница 1972 года, хормейстер и преподаватель по классу вокала в ДШИ пос. Лебяжье[31]

```
Народные инструменты 
```

- Сухляева (Чеснокова) Ольга — выпускница 1972 года, окончила Ленинградский институт культуры им. Крупской, основатель (1989 г.) и руководитель ансамбля гусляров «Перезвон», г. Гатчина[32]
- Чанилов Алексей — выпускник 1975 года, баянист, старший преподаватель кафедры народных инструментов Гос. института культуры им. Крупской, создатель инструментов[33]
- Белоруков Андрей — выпускник 1979 года, окончил Ленинградскую консерваторию по классу балалайки (у проф. А. Б. Шалова), доцент Петрозаводской консерватории[34]
- Николай Севрюков — выпускник 1981 года, баянист, окончил Ленинградский институт культуры им. Н.Крупской, награждён Министерством культуры РФ Знаком отличия «За достижения в культуре»[35] (приказ № 1862 от 10.12.2002), художественный руководитель ансамбля песни и танца «Лужанка»[36]

```
Виолончелисты
```

- Малахова Ольга — выпускница 1981 года, окончила Ленинградскую консерваторию, руководитель струнного отдела Детской муз. школы № 7 Выборгского р-на СПб[37]

```
Контрабасисты
```

- Рыбаков Том — выпускник 1965 года, Академический симфонический оркестр Ленинградской филармонии[38]
- Шило Александр — выпускник 1974 года, Заслуженный артист Российской Федерации[39]

```
Гобоисты 
```

- Хуссу Виктор — выпускник 1971 года, в 1976 году окончил Ленинградскую консерваторию, с 1978 года – артист симфонического оркестра Мариинского театра[40], преподаватель Средней специальной музыкальной школы СПб консерватории[41]. Его выступления проходят на сцене Большого и Малого залов Филармонии, Шереметевского дворца, Мальтийской капеллы и других концертных площадок Петербурга, также выступал с сольными и ансамблевыми концертами в Киеве, Сеуле, Гуанчжоу и других городах[42][43].
- Горбач (Шавер) Виктор — выпускник 1978 года, в 1983 году окончил Ленинградскую консерваторию, преподаватель гобоя и саксофона во Всеволожской школе искусств им. М. И. Глинки[44]

```
Валторнисты 
```

- Песчанский Сергей — выпускник 1974 года, в 1980 году окончил Ленинградскую консерваторию, оркестр Оперной студии Ленинградской консерватории[45], преподаватель класса валторны в ДШИ им. Ляховицкой, создатель и руководитель оркестра Русской роговой капеллы[46]

```
Трубачи 
```

- Табуреткин Борис — выпускник 1972 года, окончил Ленинградскую консерваторию (класс проф. Ю. А. Большиянова) и ассисентуру, солист, концертмейстер группы труб симфонического оркестра Мариинского театра, доцент СПб гос. консерватории[47], Заслуженный работник культуры Российской Федерации[48]
- Кан Василий — выпускник 1977 года, Заслуженный артист Российской Федерации[49][50]

```
Тубисты 
```

- Новиков Николай — выпускник 1965 года, Заслуженный артист РФ[51][52]
- Канаев Николай — выпускник 1975 года, в 1980 году окончил Ленинградскую консерваторию (класс профессора В. В. Галузина), в 1977—1991 годах солист-тубист оркестра Оперной студии/Театра оперы и балета Ленинградской консерватории[45]
- Шуклин Владимир — выпускник 1981 года, в 1985 году окончил СПб муз. училище им. М. П. Мусоргского и в 1992 году — Ленинградскую консерваторию (класс профессора В. В. Галузина), солист-тубист Санкт-Петербургского гос. симфонического оркестра, преподаватель класса тубы в СПб музыкальной школе «Музыка»[53]

```
Директор/административная работа 
```

- Серебрякова (Петрова) Ольга — выпускница 1976 года, депутат Волосовского муниципального Совета, директор Дворца культуры в пос. Калитино, награждена Почётным дипломом Законодательного собрания Ленинградской области[54][55]